# Appia
Appia (łac. Dioecesis Appianus) – stolica historycznej diecezji w Cesarstwie Rzymskim (prowincja Frigia Pacaziana), współcześnie w Turcji. Od 1933 katolickie biskupstwo tytularne (wakujące od 1982).

## Biskupi tytularni
| Lp. | Biskup               | Funkcja                                          | Od               | Do               |
| --- | -------------------- | ------------------------------------------------ | ---------------- | ---------------- |
| 1   | William Joseph Hafey | biskup koadiutor Scranton (USA)                  | 22 września 1937 | 25 marca 1938    |
| 2   | Bernard Griffin      | biskup pomocniczy Birmingham (Wielka Brytania)   | 26 maja 1938     | 18 grudnia 1943  |
| 3   | John Aloysius Murphy | biskup koadiutor Shrewsbury (Wielka Brytania)    | 7 lutego 1948    | 3 czerwca 1949   |
| 4   | Ambróz Lazík         | administrator apostolski Trnawy (Czechosłowacja) | 25 lipca 1949    | 20 kwietnia 1969 |
| 5   | Athanasios Abadir    | koptyjski eparchą pomocniczy Aleksandrii (Egipt) | 18 maja 1976     | 17 grudnia 1982  |